# Bäckalyckan
Bäckalyckan är en stadsdel i Jönköping.
Bäckalyckan ligger väster om centrum och består framför allt av villor..
Områdets befolkning uppgick i december 2008 till 1 745 personer. Stadsdelen är mer välmående än genomsnittet i kommunen och invånarna har högre inkomster, högre utbildningsnivå, lägre arbetslöshet samt lägre ohälsotal än genomsnittet.